# Вибірка псевдовипадкових чисел
Вибірка псевдовипадкових чисел — це практика генерації псевдовипадкових чисел, розподілених відповідно до заданого імовірнісного розподілу.
Одним з підходів до розв'язання цієї задачі полягає в представленні випадкової величини {\displaystyle \xi }, яка моделюється, у вигляді деякої функції {\displaystyle g(\xi _{1},\xi _{2},\ldots ,\xi _{q})} від найпростіших випадкових величин {\displaystyle \xi _{1},\xi _{2},\ldots ,\xi _{q}}. Як правило це незалежні випадкові величини рівномірно розподілені на відрізку [0,1). Тому задача зводиться до двох наступних:
- моделювання незалежних {\displaystyle \xi _{1},\xi _{2},\ldots ,\xi _{q}}, рівномірно розподілених на [0,1).
- знаходження потрібної функції {\displaystyle g}.

Перша проблема є проблемою генерації випадкових чисел.